# Силистар (защитена местност)
Вижте пояснителната страница за други значения на Силистар.
Силистàр е защитена местност (ЗМ) с къмпинг в община Царево, област Бургас, България.

## География
Намира се на около 5 km от село Синеморец и село Резово, при устието на едноименната река Силистар.

## Статут
Обявена е за защитена територия през 1992 г. от Министерството на околната среда на България. Попада на територията на природен парк „Странджа“, а така също и в едноименните защитени зони „Странджа“ за опазване на дивите птици и природните местообитания. Защитена зона „Странджа“, включваща и ЗМ „Силистар“ е част от европейската екологична мрежа НАТУРА 2000. През 1998 г. за ЗМ „Силистар“ (а също и за ЗМ „Устие на р. Велека“) има утвърден план за управление – пилотен, т.е. първи в цялата страна. Съгласно Закона за защитените територии ЗМ „Силистар“ се охранява, управлява и контролира от служителите на държавно горско стопанство Царево и общинската администрация в Царево, под прекия контрол на дирекцията на природен парк „Странджа“. Общ контрол върху спазване задълженията на изброените институции в защитената територия се осъществява от регионалната инспекция по околната среда и водите в Бургас.

## Галерия
- Река Силистар
- Табло на защитената територия
- Плаж Силистар
- Пясъчни лилии на плажа Силистар